# Конвей-Моррис, Саймон
Саймон Ковей-Моррис (англ. Simon Conway Morris, род. 6 ноября 1951, Каршолтон, Великобритания) — британский палеонтолог, наиболее известный благодаря своим исследованиям биоты сланцев Бёрджесс и кембрийского взрыва. Член Лондонского королевского общества.

## Биография
Родился 6 ноября 1951 года в Каршолтоне, боро Саттон, Англия, в семье верующих христиан.
В 1969 году поступил в Бристольский университет, где получил диплом по геологии с отличием. В 1975 году вступил в Колледж Святого Иоанна Кембриджского университета, где в 1979 году получил степень доктора философии (PhD) и начал свою карьеру в Департаменте наук о земле. Работал в Открытом университете с 1979 по 1983 год. Член Лондонского королевского общества с 1990 года.

## Научная работа
Известен в основном исследованием ранней кембрийской фауны и эволюционных явлений (например, кембрийский взрыв и конвергентная эволюция).
Автор более 70 родовых и видовых названий. Среди них такие известные, как Hallucigenia, Thaumaptilon и Orthrozanclus.

## Награды
1987 — медаль Валькота
1989 — премия Шухерта
1993 — почётная докторантура университета Уппсалы
1998 — медаль Лайеля
2007 — премия Троттера
2010 — премия Уильяма Бейта Харди

## Популяризация науки
В 1996 выступал с серией традиционных рождественских лекций в Королевском институте Великобритании на тему «История в наших костях».
Автор нескольких научно-популярных книг:
- «Горнило творения» (англ. The Crucible of Creation) — первая научно-популярная книга Конвея-Морриса[10]. Её рассматривают в основном как ответ на книгу «Удивительная жизнь» (англ. Wonderful Life) Стивена Джея Гулда. Обе они посвящены исследованию фауны сланцев Бёрджесс и её интерпретации.
- «Разгадка жизни: Неизбежные люди в одинокой Вселенной» (англ. Life’s Solution: Inevitable Humans in a Lonely Universe) — в этой книге Конвей-Моррис всесторонне рассматривает явление конвергентной эволюции[11].
- «Руны эволюции: Как Вселенная стала самосознающей» (англ. The Runes of Evolution: How the Universe became self-aware) — посвящена предсказуемости развития жизни[12].